# Азербайджано-российский конфликт (2025)
Азербайджано-российский кризис — резкое обострение отношений между Российской Федерацией и Азербайджанской Республикой, начавшееся на фоне авиакатастрофы E-190 под Актау в декабре 2024 года. После задержания азербайджанцев в Екатеринбурге 27 июня 2025 года переросло в острый двухсторонний международный конфликт.

## Предпосылки
Ухудшение отношений между двумя странами связано, главным образом, с катастрофой азербайджанского пассажирского самолёта E-190 под Актау в декабре 2024 года, в результате чего погибло 38 и было ранено 29 человек. Президент Азербайджана Ильхам Алиев требовал от России признания вины и тщательного расследования. Путин принёс свои извинения в связи с тем, что «трагический инцидент произошёл в воздушном пространстве России». Началась война пропаганды, на фоне которой Азербайджан закрыл структуру Россотрудничества «Русский дом в Баку», которую власти Азербайджана обвинили в шпионаже.

## Начало
Рано утром 27 июня 2025 года в Екатеринбурге был проведён совместный рейд Росгвардии, МВД и ФСБ России в несколько квартир, где проживают этнические азербайджанцы, граждане РФ и Азербайджана. В ходе рейда правоохранители задерживали подозреваемых в причастности к убийствам в 2001, 2010 и 2011 годах. Во время задержания погибли (по заявлению Баку — убиты) выходцы из Азербайджана братья Зияддин и Гусейн Сафаровы. Ещё несколько человек были госпитализированы. Остальных доставили в суд с видимыми следами побоев. В общей сложности было задержано около 50 человек, которых доставили в местное управление Следственного комитета. Местное СМИ E1.ru сообщало, что задержания сопровождались насилием со стороны российских силовиков.

## Хронология
28 июня МИД Азербайджана вызвал временного поверенного в делах РФ Петра Волоковых из-за «неприемлемого насилия» в ходе рейдов в Екатеринбурге, при которых, по данным Баку, «два азербайджанца были убиты», девять человек арестованы.
Депутат Национального собрания Азербайджана Нигяр Мамедова сообщила, что поездка вице-премьера России Алексея Оверчука в Азербайджан в этом месяце отменена из-за «насилия против Азербайджана».

### Задержание журналистов Sputnik Азербайджан
30 июня 2025 года в Азербайджане задержали главу редакции «Sputnik Азербайджан» (входит в российский медиахолдинг «Россия сегодня») Игоря Картавых и шеф-редактора Евгения Белоусова. Их арестовали на четыре месяца по обвинениям в мошенничестве, незаконном предпринимательстве и легализации имущества, полученного преступным путём. В тот же день в Баку задержали редактора видеоагентства Ruptly (входит в состав телекомпании RT) Айтекин Гусейнову.
1 июля азербайджанские силовики задержали двух российских сотрудников радио «Спутник», обвинив их в работе на ФСБ России. По итогам обысков в офисе радио «Спутник» МВД Азербайджана возбудило уголовное дело. Расследование проводится по статьям о мошенничестве, незаконном предпринимательстве и легализации имущества, полученного преступным путем. Всего в ходе оперативных мероприятий в Азербайджане задержаны семь человек: двое арестованы, пятеро привлечены к уголовной ответственности. В ответ на это, 1 июля Министерство иностранных дел РФ заявило протест послу Азербайджана в Москве Рахману Мустафаеву в связи, как было заявлено, с «недружественными действиями Баку». Посол Азербайджана Рахман Мустафаев, в свою очередь, во время своего последнего визита в МИД РФ вручил России ноту протеста «в связи с серьезным нарушением закона в Екатеринбурге».

### Дополнительные задержания в Баку
1 июля 2025 года в Баку была задержана группа из 8 россиян по обвинению в наркоторговле с Ираном, онлайн-торговле запрещенными веществами и кибермошенничестве. Россиян со следами побоев показали по национальному телевидению в момент избрания меры пресечения в виде заключения под стражу. В тот же день МИД Азербайджана ответил на российскую ноту относительно антироссийских действий Баку, призвав Россию не вмешиваться во внутренние дела страны.
Задержанными являются 3 сотрудника крупных российских IT-компаний, экс-работник нефтяной компании, психолог, туристы, а также студент. Задержанные покинули Россию в 2022 году после начала российско-украинского конфликта. Задержанных арестовали на 4 месяца.

### Дальнейшие аресты в России
Также 1 июля в Екатеринбурге задержали главу городской азербайджанской диаспоры, председателя организации «Азербайджан — Урал» Шахина Шихлински (Шихлинского) и его сына. Несмотря на последующий допрос в качестве свидетеля, задержание было произведено с применением чрезмерного насилия: автомобили правоохранительных органов блокировали машину Шихлинского, на него было направлено оружие, окна разбили дубинками. Позже сын Шихлинского, имея на себе видимые ссадины и кровь на порванной рубашке, заявил, что его «немного помяли». В Воронеже задержали совладельца Алексеевского рынка Юсифа Халилова, который после допроса был отпущен.

### Отмена культурных мероприятий
29 июня все культурные мероприятия в Азербайджане при участии России были отменены. В Министерстве культуры Азербайджана сообщили, что это сделано, «учитывая факты преднамеренных и внесудебных убийств и актов насилия, совершенных российскими правоохранительными органами в отношении азербайджанцев по признаку их этнической принадлежности на территории Екатеринбургской области Российской Федерации, а также тот факт, что в последнее время подобные случаи стали систематическими». 
Отменены концерты, фестивали, спектакли и выставки. В том числе отменено участие «Руки Вверх!», Клавы Коки, Егора Крида, Ани Лорак, Алсу, Стаса Пьехи на DREAM Fest 2025.

## Анализ
По мнению экспертов, слова которых приводит русская служба BBC, более громкая реакция Азербайджана на задержания в Екатеринбурге является результатом изменения баланса сил между двумя странами. В 2020 году Азербайджан победил в войне против Армении и стал заявлять о себе как о региональном лидере. Если раньше Азербайджан был самой крупной экономикой региона, то после войны 2020 года он доказал и своё военное превосходство. В результате вторжения России на Украину в 2022 году позиция Москвы на Южном Кавказе ослабла. И хотя за несколько дней до вторжения Путин и Алиев подписали декларацию о союзническом взаимодействии, Азербайджан называет захваченные Россией территории Украины «оккупированными» и передает Киеву гуманитарную помощь. Россия, однако, сохраняет благожелательные отношения с Баку, учитывая участие Азербайджана в проектах, связывающих Россию с внешним миром в условиях санкционного давления. Именно через Азербайджан проходят как ключевые газопроводы, так и ветка транспортного коридора «Север-Юг», дающая России выход на рынки Азии.
По словам программного менеджера Российского совета по международным делам Милана Лазовича, принципиальных разногласий между Азербайджаном и Россией нет, а после завершения конфликта в Нагорном Карабахе их стало меньше. Снять же напряжение, по его мнению вполне возможно и в этом помогут контакты на высшем уровне и общее историческое прошлое.
Заместитель директора украинского Центра ближневосточных исследований Сергей Данилов заявил, что по характеру самого задержания, по последующей реакции, и по тому, что после этого происходило в других местах, задержание азербайджанцев в Екатеринбурге, из-за чего отношения России и Азербайджана обострились даже сильнее, чем после того, как Россия сбила пассажирский самолёт Азербайджанских авиалиний, является частью «спланированной кампании — или для того, чтобы поддержать уровень ксенофобии, или для того, чтобы нанести удар по Азербайджану».

## Международная реакция
- Пресс-секретарь Генерального секретаря ООН Стефан Дюжаррик, отвечая на вопрос корреспондента Report, почему ООН до сих пор не выступила с официальным осуждением инцидента и не потребовала объяснений от российской стороны, заявил, что во всемирной организации осведомлены о произошедшем, внимательно следят за инцидентами, происходящими в обеих странах, и надеются, что все эти вопросы будут решены по дипломатическим каналам[21].
- 1 июля 2025 года президент Украины Владимир Зеленский сообщил о разговоре с Президентом Азербайджана. Он выразил соболезнования в связи с убийством братьев Сафаровых в Екатеринбурге и выразил поддержку Азербайджану в ситуации, когда Россия издевается над гражданами Азербайджана и угрожает Азербайджанской Республике[22].